# Jiangkou
Jiangkou (江口县,  Jiāngkǒu Xiàn) ist ein chinesischer Kreis der Stadt Tongren in der Provinz Guizhou. Er hat eine Fläche von 1.876 km² und zählt 176.000 Einwohner (Stand: Ende 2018). Sein Hauptort ist die Großgemeinde Shuangjiang (双江镇).

## Administrative Gliederung
Auf Gemeindeebene setzt sich der Kreis aus zwei Großgemeinden und sieben Nationalitätengemeinden zusammen.
Diese sind:
- Großgemeinde Shuangjiang 双江镇
- Großgemeinde Minxiao 闵孝镇
- Gemeinde Taiping der Tujia und Miao 太平土家族苗族乡
- Gemeinde Bapan der Tujia, Dong und Miao 坝盘土家族侗族苗族乡
- Gemeinde Dewang der Tujia und Miao 德旺土家族苗族乡
- Gemeinde Minhe der Dong, Tujia und Miao 民和侗族土家族苗族乡
- Gemeinde Guanhe der Dong, Tujia und Miao 官和侗族土家族苗族乡
- Gemeinde Taoying der Tujia und Miao 桃映土家族苗族乡
- Gemeinde Nuxi der Tujia und Miao 怒溪土家族苗族乡